# 吉氏啸鹟
吉氏啸鹟（学名：Pachycephala inornata），是啸鹟科啸鹟属的一种，为澳大利亚的特有种。该物种的保护状况被评为无危。
吉氏啸鹟的平均体重约为30.8克。栖息地包括亚热带或热带的旱林、干燥的稀树草原、亚热带或热带的（低地）干燥疏灌丛和地中海型疏灌丛。